# Anwar Ali (cầu thủ bóng đá, sinh 2000)
Anwar Ali (sinh ngày 28 tháng 8 năm 2000) là một cầu thủ bóng đá người Ấn Độ thi đấu ở vị trí hậu vệ cho Indian Arrows ở I-League cho mượn từ Minerva Punjab.

## Sự nghiệp
Sinh ra ở Punjab, Ali từng nằm trong Minerva Punjab youth team. Sau giải đấu, Ali được lựa chọn thi đấu cho Indian Arrows, một đội bóng của All India Football Federation bao gồm các cầu thủ U-20 Ấn Độ để họ có thời gian chơi bóng, cho mượn từ Minerva Punjab. Anh có màn ra mắt cho cho đội bóng ở trận đầu tiên của Arrow trong mùa giải trước Chennai City. Anh đá chính và giúp đội bóng giữ sạch lưới Indian Arrows giành chiến thắng 3–0.

## Quốc tế
Ali đại diện U-17 Ấn Độ tham dự Giải vô địch bóng đá U-17 thế giới 2017 tổ chức ở Ấn Độ.

## Thống kê sự nghiệp
Tính đến 27 tháng 2 năm 2018
| Câu lạc bộ          | Mùa giải            | Giải vô địch        | Giải vô địch | Giải vô địch | Cúp     | Cúp       | Châu lục | Châu lục  | Tổng    | Tổng      |
| Câu lạc bộ          | Mùa giải            | Hạng đấu            | Số trận      | Bàn thắng    | Số trận | Bàn thắng | Số trận  | Bàn thắng | Số trận | Bàn thắng |
| ------------------- | ------------------- | ------------------- | ------------ | ------------ | ------- | --------- | -------- | --------- | ------- | --------- |
| Indian Arrows       | 2017–18             | I-League            | 15           | 0            | 0       | 0         | —        | —         | 15      | 0         |
| Tổng cộng sự nghiệp | Tổng cộng sự nghiệp | Tổng cộng sự nghiệp | 15           | 0            | 0       | 0         | 0        | 0         | 15      | 0         |